# Pelecopsis suilla
Pelecopsis suilla là một loài nhện trong họ Linyphiidae.
Loài này thuộc chi Pelecopsis. Pelecopsis suilla được Eugène Simon miêu tả năm 1884.